# Cneo Sergio Fidenas Coxón
Cneo o Gneo Sergio Fidenas Coxón  fue un político romano del siglo IV a. C., miembro de los Sergios Fidenates, una rama familiar patricia de la gens Sergia. Es «Cayo» en Tito Livio  y «Cneo» en los Fasti Capitolini.

## Carrera pública
Fue tribuno consular en tres ocasiones: primero en el año 387 a. C.; por segunda vez en 385 a. C.; y una tercera vez en 380 a. C.